# Shou Zi Chew
Shou Zi Chew (chinois simplifié : 周受资 ; chinois traditionnel : 周受資 ; pinyin : Zhōu Shòuzī ; né le 1er janvier 1983) est un homme d'affaires et entrepreneur singapourien qui est directeur général (DG) de TikTok depuis 2021,,.

## Biographie

### Jeunesse et éducation
Shou Zi Chew nait le 1er janvier 1983 à Singapour. Son père travaille dans le bâtiment tandis que sa mère est comptable.
Après avoir obtenu son diplôme de l'Institution Hwa Chong, il effectue son service national  en tant qu'officier dans les forces armées de Singapour . Après son service militaire, il poursuit ses études à l'University College de Londres, où il obtient, en 2006, une licence en économie. En 2010, il obtient une maîtrise en administration des affaires à la Harvard Business School, et effectue un stage d'été chez Facebook avant son introduction en bourse.

### Carrière
Après avoir obtenu son diplôme de l'University College de Londres en 2006, Shou Zi Chew travaille chez Goldman Sachs à Londres pendant deux ans en tant que banquier, avant de rejoindre la société de capital-risque DST Global. Chez DST Global, il dirige une équipe de premiers investisseurs dans ByteDance en 2013.
En 2015, il rejoint le géant des smartphones Xiaomi en tant que directeur financier. En 2019, il devient le président des affaires internationales de Xiaomi.
En mars 2021, Chew rejoint ByteDance en tant que directeur financier,. Il remplace ensuite le PDG de TikTok, Kevin A. Mayer (en), qui a quitté la filiale de ByteDance après trois mois de présence.
En mars 2023, Shou Zi Chew témoigne devant le Congrès américain concernant une loi visant à interdire TikTok aux États-Unis.
En janvier 2025, Shou Zi Chew était l'un des nombreux dirigeants technologiques les plus puissants au monde à assister à l'investiture du président américain Donald Trump en 2025.

### Vie privée
Shou Zi Chew est Singapourien. Il est marié à Vivian Kao, une Américaine d'origine taïwanaise. Ils se sont rencontrés en 2008 alors qu'ils étudiaient à la Harvard Business School. Le couple a deux enfants et vit à Singapour.
Il aime jouer au golf et lire des ouvrages sur la physique théorique pendant son temps libre.